# Dachra
Pour plus de détails, voir Fiche technique et Distribution.
Dachra (دشرة) est un film d'horreur tunisien écrit et réalisé par Abdelhamid Bouchnak et sorti en 2018.
Il est le premier film tunisien rentable en vingt ans (financièrement et en nombre d'entrées), alors qu'il n'a pas bénéficié de subventions de l'État tunisien, d'aides de la part de sponsors et de fonds tunisiens ou étrangers.

## Synopsis
Yasmine, étudiante en journalisme, et ses amis Walid et Bilal, enquêtent sur un cas non résolu, une femme retrouvée à demi égorgée il y a 25 ans. Mongia est détenue dans un hôpital psychiatrique et soupçonnée de pratiquer la magie noire et la sorcellerie. Leur enquête les mène à Dachra, un village ancien et isolé dans les montagnes tunisiennes. Alors que le chef du village les invite à rester passer la nuit, Yasmine se retrouve mêlée aux lourds secrets de Dachra et n'a d'autre choix que de se battre pour sa survie.

## Distribution
- Yasmine Dimassi : Yasmine
- Aziz Jebali : Walid
- Bilel Slatnia : Bilel
- Bahri Rahali : Béchir
- Héla Ayed : Mongia
- Hédi Mejri : Saber

## Sélections et prix

### Sélections
Dachra, premier film d'horreur tunisien, est sélectionné à la Semaine internationale de la critique (it) de la Mostra de Venise 2018 où il est le film de clôture
,, au Festival international du film du Caire dans la section « Projections de minuit » et au Festival international du film de Göteborg dans la section « Nouvelles voix ».
Il est par ailleurs présenté hors compétition durant la 29e édition des Journées cinématographiques de Carthage.

### Prix
- Film le plus effrayant au Splat!FilmFest (Pologne)[7].

### Nominations
- Festival international du film fantastique de Gérardmer 2019 : hors compétition[8].